# Pietro Scaratti

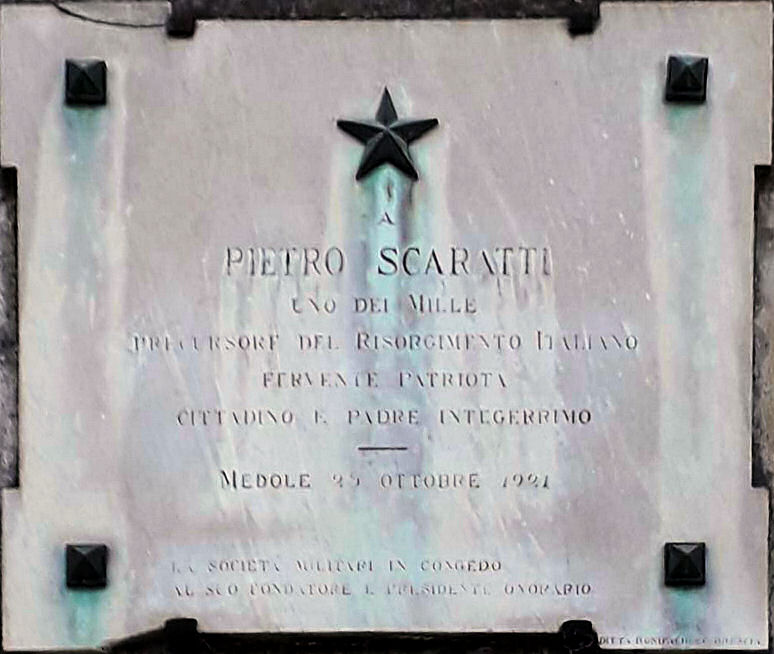
Medole, lapide a Pietro Scaratti.

Pietro Scaratti (Medole, 25 dicembre 1840 – Medole, 16 gennaio 1912) è stato un patriota e militare italiano.

## Biografia
Convinto assertore degli ideali patriottici che tanta presa ebbero sui giovani della sua epoca, all'età di 18 anni abbandonò gli studi di Matematica e Fisica all'Università degli studi di Pavia per arruolarsi nei Cacciatori delle Alpi di Garibaldi, combattendo nelle battaglie di Varese, San Fermo e Treponti.
Nell'ottobre del 1859 riprese gli studi, ma il suo impegno universitario durò poco perché non seppe resistere all'avviso di arruolamento del 27 aprile 1860 che lo portò a prendere parte alla Spedizione dei Mille.
Imbarcatosi sulla motonave Lombardo, il giovane Scaratti fu tra i volontari inviati ad esplorare l'approdo nel porto di Marsala e sincerarsi che non vi fosse presenza di truppe borboniche. Scesi a terra nella notte tra il 10 e l'11 maggio, con opportuni segnali luminosi il piccolo avamposto agevolò il fortunato sbarco garibaldino che si completò nella tarda mattinata dello stesso giorno.
Durante la Campagna di Sicilia combatté nella 7ª Compagnia agli ordini del capitano Benedetto Cairoli, guadagnandosi sul campo la promozione a sottotenente e il comando di una formazione di picciotti siciliani che lo seguirono fino alla conclusiva battaglia del Volturno.
Nuovamente ripresi gli studi, li completò per poi tornare nelle file garibaldine e, infine, arruolarsi nel Regio Esercito, con il grado di tenente.
Autore di un approfondito studio sul movimento ferroviario di linea, negli anni di permanenza alle armi nella Fanteria della Milizia Mobile, gli venne affidato l'incarico di dirigente addetto agli smistamenti e trasferimenti delle truppe Piemontesi. Congedatosi nel 1872, si dedicò alla carriera didattica, anche ricoprendo per molti anni la carica di amministratore delegato della Tranvia Brescia-Mantova-Ostiglia.
Animatore di benefiche istituzioni, fondò la "Società dei Militari in Congedo" e fu sindaco del Comune di Medole per diversi anni. Morì a Medole il 16 gennaio 1912 nella sua casa di via Solferino. Le sue spoglie mortali sono sepolte nel cimitero di Asola (Mantova) nella tomba della famiglia Baguzzi.
Il 26 agosto 1982, nel settantesimo della morte, il Comune di Medole ha voluto ricordare l'illustre concittadino con l'intitolazione di una nuova via.

### Archivio Scaratti
Tra gli oggetti e ricordi custoditi dalla nipote Amietta Scaratti Baguzzi figurano:
- Attestato del Senato della Città di Palermo, per il conferimento della Medaglia con Trinacria, rilasciato ai "Mille" sbarcati a Marsala con Garibaldi l'11 maggio 1860;
- Medaglia d'argento con Trinacria;
- Medaglia d'argento dell'Unità d'Italia con fregio delle Campagne 1860-61 e 1866;
- Medaglia d'argento della Città di Genova ai "Mille" di Quarto nel cinquantesimo dell'epica gesta;
- Due spalline d'argento con frangia della divisa da cerimonia del Regio Esercito Italiano;
- Copricapo del Regio Esercito Italiano;
- Un fregio stellato in ottone del 61º Reggimento Fanteria.
- Una moneta